# Pflegamt Hohenstein

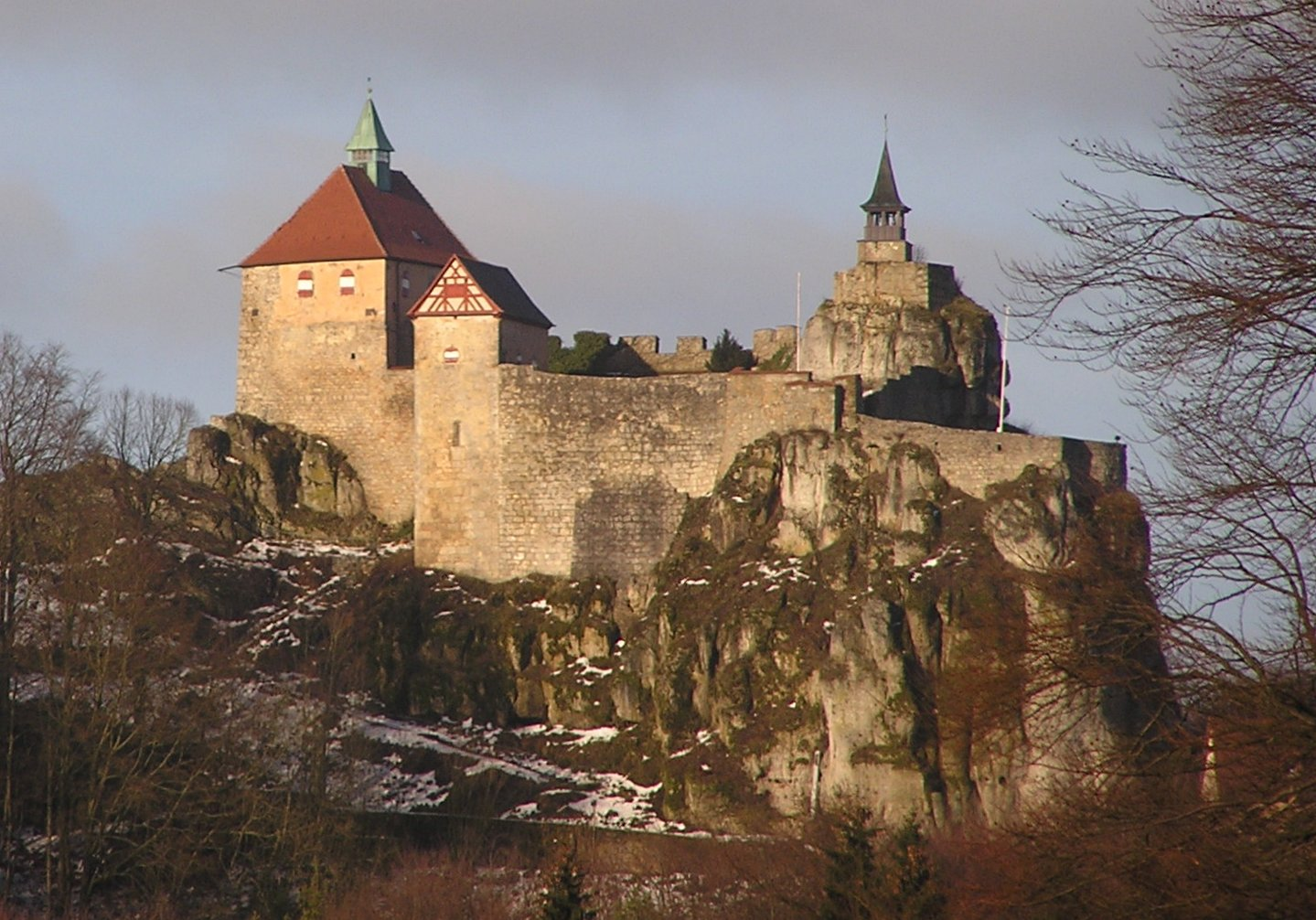
Die Burg Hohenstein, der einstmalige Verwaltungssitz des Pflegamtes Hohenstein

Das Pflegamt Hohenstein war eines der zeitweise mehr als ein Dutzend Pflegämter umfassenden Gebiete, mit denen die Reichsstadt Nürnberg die Verwaltung ihres Territorialbesitzes organisiert hatte. Den Amtssitz des Pflegamtes bildete die am westlichen Ortsrand von Hohenstein gelegene Burg Hohenstein, die damit auch namensgebend für dieses Verwaltungsgebiet war.